# Tammukkajärvi (Gällivare socken, Lappland, 745916-174376)
Tammukkajärvi är en sjö i Gällivare kommun i Lappland och ingår i Kalixälvens huvudavrinningsområde.